# 海因里希·席夫
海因里希·席夫 （德語：Heinrich Schiff，1951年11月18日—2016年12月23日），奥地利大提琴家。席夫经常受世界著名乐团之邀，作为大提琴独奏者参与演出。他同时也是一名具有国际声望的指挥家。

## 生平

### 早年
1951年11月18日生於奧地利格蒙登，雙親皆為作曲家。1971年席夫初次登台獨奏（於維也納、倫敦），之後師事汉斯·斯瓦洛夫斯基，學習指揮。

### 職業生涯
1986年席夫初次以指揮的身分登台演出。1990年至1996年期間擔任Northern Sinfonia樂團藝術總監，與該團合作的錄音由Collins品牌發行。另外他也在哥本哈根、温特图尔等地指揮。
2005年至2008年期間，擔任維也納室內樂團主指揮，後因健康因素辭任。
席夫是當代音樂的積極參與者，作曲家John Casken以及弗里德里希·古爾達都曾為他特別寫作作品。在教學領域，他的著名門生包括Rudi Spring、葛替耶爾·卡普頌、Richard Harwood以及Natalie Clein等人。
席夫長期受到右手傷勢所苦，2010年4月25日的演出更被迫中途退出，雖然服藥後得以完成演出，此後他就未有公開演出的行程。

### 逝世
2016年12月23日逝於維也納，享壽65歲。

## 錄音節選
席夫的巴赫無伴奏組曲，以及蕭士塔高維奇協奏曲錄音等都是得獎作品，後者更獲得法國金叉獎肯定。他與小提琴家Frank Peter Zimmermann以及指揮家沃尔夫冈·萨瓦利希合作的勃拉姆斯D小調協奏曲，也獲得德國唱片大獎殊榮。

## 軼事與其它
- 席夫使用的大提琴包括一把1711年製的斯特拉迪瓦里琴（暱稱「瑪拉」），以及另一把製於1739年的蒙塔尼亞納琴（「睡美人」）。[5]後者在2012年之後由席夫的學生Christian Poltéra接手演奏。[9][10]